# NGC 5117
NGC 5117 is een balkspiraalstelsel in het sterrenbeeld Jachthonden. Het hemelobject werd op 30 maart 1827 ontdekt door de Britse astronoom John Herschel.

## Synoniemen
- UGC 8411
- MCG 5-32-10
- ZWG 161.37
- PGC 46746